# Girl Boss Blues: Queen Bee's Counterattack
Girl Boss Blues: Queen Bee's Counterattack (女番長ブルース 牝蜂の逆襲?, Sukeban burūsu - Mesubachi no gyakushū) è un film del 1971, diretto da Norifumi Suzuki. È il primo lungometraggio della serie Girl Boss.

## Trama
Reiko è la leader di una banda femminile dedita all'estorsione e al furto. Quando chiede l'aiuto dello yakuza Jiro, questi costringe Reiko ad avere un rapporto sessuale con il boss di un clan yakuza più potente del suo. La ragazza si rifiuta e si innamora del leader di una banda di motociclisti.
Quando nella sua banda torna Jun, Reiko perde la sua leadership, che riconquista però dopo una lotta con Jun, al termine della quale la ragazza si allontana definitivamente dalla banda. Riconquistato il suo ruolo, Reiko decide di aiutare il leader della banda di motociclisti. I due riescono ad ottenere una valigetta piena di soldi e a fuggire, ma una manovra azzardata fa uscire di strada la loro macchina. Reiko riesce a saltare fuori prima dell'impatto, mentre il ragazzo muore.

## Seguiti
- Girl Boss Blues: Queen Bee's Challenge (女番長ブルース 牝蜂の挑戦?, Sukeban burūsu - Mesubachi no chosen) (1972)
- Girl Boss Guerilla (女番長ゲリラ?, Sukeban gerira) (1972)
- Girl Boss Revenge: Sukeban (女番長?, Sukeban) (1973)
- Girl Boss: Escape from Reform School (女番長 感化院脱走?, Sukeban - Kankain dassô) (1973)
- Girl Boss: Diamond Showdown (女番長 タイマン勝負?, Sukeban - Taiman Shobu) (1974)
- Girl Boss: Crazy Ball Game (女番長 玉突き遊び?, Sukeban - Tamatsuki asobi) (1974)